# Sant Quirze Safaja
Sant Quirze Safaja är en kommun i Spanien.   Den ligger i provinsen Província de Barcelona och regionen Katalonien, i den östra delen av landet, 500 km öster om huvudstaden Madrid. Antalet invånare är 648. Arean är 26,2 kvadratkilometer. Sant Quirze Safaja gränsar till Castellcir, Sant Martí de Centelles, Figaró-Montmany, Bigues i Riells, Sant Feliu de Codines och Castellterçol. 
Terrängen i Sant Quirze Safaja är huvudsakligen kuperad, men åt nordväst är den platt.